# Canción del Cola Cao
Yo soy aquel negrito del África tropical... (denominada también como: La canción del Cola Cao) se trata de un anuncio radiofónico popular en España de la marca Cola Cao de chocolate en polvo creada por la empresa española Grupo Nutrexpa en 1946. La canción, que se emitió por primera vez en 1955, se identificó desde los primeros instantes con el típico recipiente metálico.  Fue compuesta por  Aurelio Jordi Dotras y sería cantada por Roberto Rizo. Se trata de uno de los primeros anuncios en España que se repitió por la radio en España en los comienzos de los años cincuenta.

## Historia
Los dueños de Cola Cao (José Ignacio y José María) intuían el efecto de la radio en la población si emitían una canción pegadiza, en los comienzos de la compañía ellos pidieron un préstamo. A las dos semanas ya se notaba el efecto del mensaje publicitario. Debido al éxito en 1956 Cola Cao patrocina una radionovela: "Matilde, Perico y Periquín". El éxito de ventas del producto hizo que la empresa pasara de diecisiete empleados en 1950 a más de un centenar a finales de la década.